# Sanctinus van Meaux

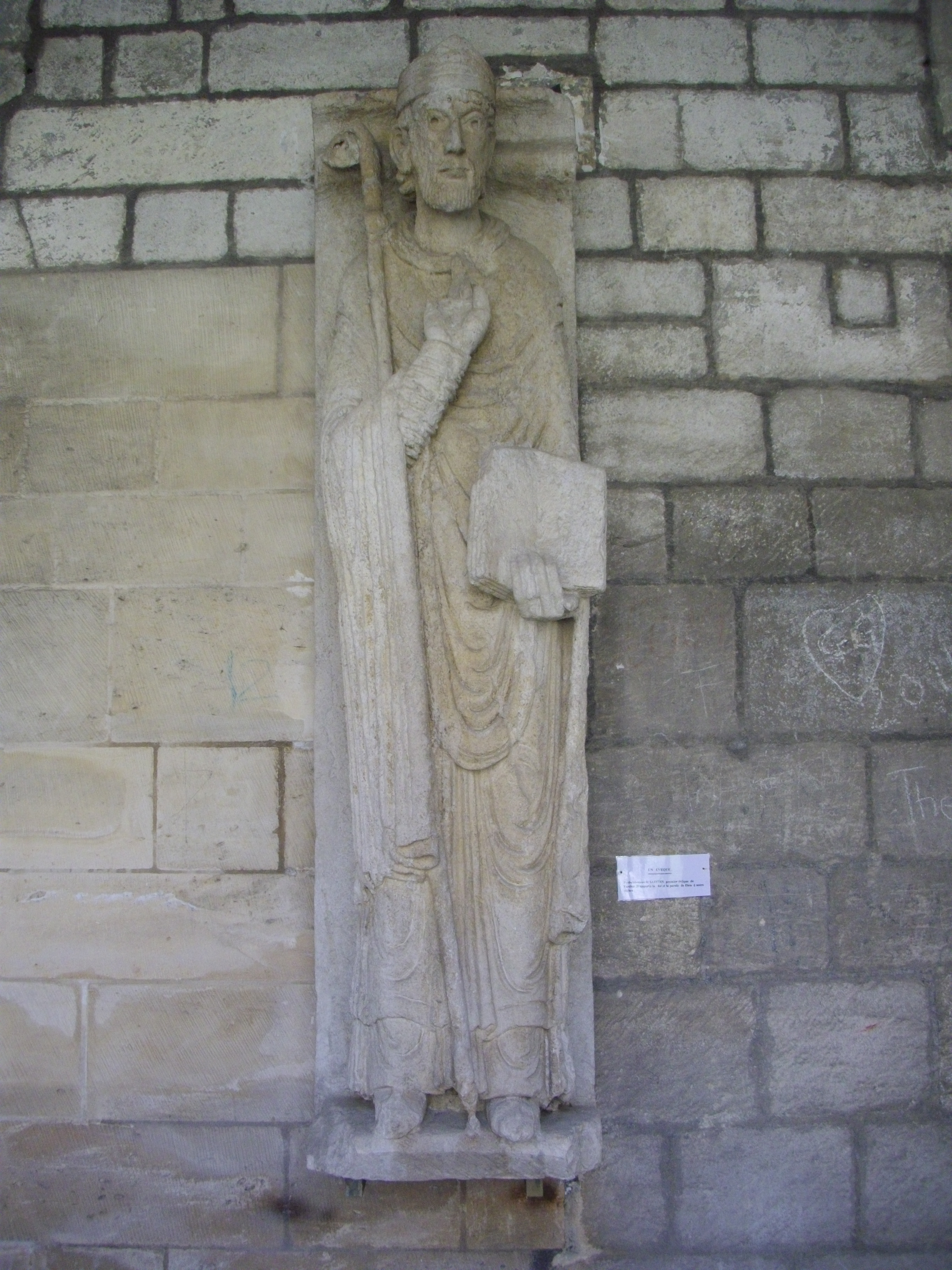
Beeld van Sanctinus van Meaux in de kathedraal van Verdun

De heilige Sanctinus van Meaux (synoniemen: Sanctin, Santin, Saintin) was een Gallo-Romeins prediker in de 4e eeuw. Hij werd volgens de traditie zowel de eerste bisschop van Meaux alsook de eerste bisschop van Verdun. Meerdere kerken in Noord-Frankrijk zijn naar hem genoemd. In het Romeinse stadje Verdun zou Sanctinus de allereerste christen geweest zijn.

## Heiligenlegende
Volgens de heiligenlegende van Hincmar in de 9e eeuw leidde Dionysius van Parijs meerdere priesters op om te prediken in Gallië. Hij benoemde Sanctinus als bisschop van Chartres en van Meaux. Toen Dionysius dodelijk verwond was door soldaten van de usurpator Domitianus, zond hij Sanctinus en een zekere Antoninus naar Athene om de Atheners in te lichten over zijn marteldood. Onderweg in het Romeins castellum van Verdun, liet Sanctinus de zwaar zieke Antoninus achter in Verdun. Een lokale herbergier beloofde tegen betaling voor Antoninus te zorgen. Sanctinus vernam in Rome de dood van Antoninus en de kwalijke rol van de herbergier hierin. Sanctinus keerde terug naar Verdun. Daar werd hij verjaagd door de bevolking en stierf in Meaux. Sanctinus wordt vereerd als martelaar.